# AD Bootis
AD Bootis (AD Boo / SAO 83421) es una estrella de magnitud aparente +9,38
situada en la constelación de Bootes, el pastor de bueyes.
Se encuentra a 668 años luz del sistema solar.
AD Bootis es una binaria espectroscópica compuesta por dos estrellas blanco-amarillas de la secuencia principal.
La componente más luminosa, de tipo espectral F4V, tiene una temperatura superficial de 6575 K.
Es 4,4 veces más luminosa que el Sol y su masa es un 41% mayor que la masa solar.
Con un radio de 1,61 radios solares, gira sobre sí misma con una velocidad de rotación proyectada de 38 km/s.
Su acompañante, de tipo F8V, tiene una temperatura de 6145 K.
Brilla con una luminosidad un 90% mayor que la luminosidad solar y es un 21% más masiva que el Sol.
Tiene un radio de 1,21 radios solares y rota con una velocidad de al menos 31 km/s.
El par constituye una binaria eclipsante cuyo período orbital es de 2,07 días.
Es, por tanto, una estrella variable en donde en el eclipse primario se produce una caída de brillo de 0,60 magnitudes.
El sistema tiene una metalicidad semejante a la solar ([Fe/H] = +0,10) y su edad se estima en 1585 millones de años.